# 針崎
針崎（はりさき）は愛知県岡崎市岡崎地区の町名。現行行政地名は針崎一丁目及び針崎二丁目。

## 地理
岡崎市の南に位置する。

## 世帯数と人口
2019年（令和元年）5月1日現在の世帯数と人口は以下の通りである。
| 丁目       | 世帯数  | 人口  |
| ---------- | ------- | ----- |
| 針崎一丁目 | 119世帯 | 268人 |
| 針崎二丁目 | 94世帯  | 250人 |
| 計         | 213世帯 | 518人 |

### 人口の変遷
国勢調査による人口の推移
| 2005年（平成17年） | 470人 | [ 6 ] |  |
| 2010年（平成22年） | 435人 | [ 7 ] |  |
| 2015年（平成27年） | 485人 | [ 8 ] |  |

## 小・中学校の学区
市立小・中学校に通う場合、学区は以下の通りとなる。
| 丁目       | 番・番地等 | 小学校             | 中学校             |
| ---------- | ---------- | ------------------ | ------------------ |
| 針崎一丁目 | 全域       | 岡崎市立岡崎小学校 | 岡崎市立翔南中学校 |
| 針崎二丁目 | 全域       | 岡崎市立岡崎小学校 | 岡崎市立翔南中学校 |

## 歴史
額田郡針崎村を前身とする。

### 沿革
- 2003年（平成15年）7月26日 - 柱町の一部、針崎町の一部が分離し針崎1丁目となり、針崎町の一部、若松町の一部が分離し針崎2丁目となった。岡崎駅西土地区画整理事業の一環[1]。

## 交通
鉄道
- JR東海道本線
  - 通過するのみである
- 名鉄福岡線（廃止）
  - 通過するのみであった

道路
- 愛知県道43号岡崎碧南線（土呂西尾道）
- 愛知県道483号岡崎幸田線

## 施設
- 岡崎南自動車学校
- 北門公園
- スギ薬局針崎店

## その他

### 日本郵便
- 郵便番号 : 444-0828[4]（集配局：岡崎郵便局[10]）。

## 参考資料
- 「角川日本地名大辞典」編纂委員会 編『角川日本地名大辞典 23 愛知県』角川書店、1989年3月8日。ISBN 4-04-001230-5。
- 有限会社平凡社地方資料センター 編『日本歴史地名体系第23巻 愛知県の地名』平凡社、1981年。ISBN 4-582-49023-9。